# Lueng Bimba
Lueng Bimba is een bestuurslaag in het regentschap Pidie Jaya van de provincie Atjeh, Indonesië. Lueng Bimba telt 677 inwoners (volkstelling 2010).